# Condado de Schoolcraft (Michigan)
O Condado de Schoolcraft é um dos 88 condados do estado americano de Michigan. A sede do condado é Manistique, e sua maior cidade é Manistique.
O condado possui uma área de 4 879 km² (dos quais 1 827 km² estão cobertos por água), uma população de 8 903 habitantes, e uma densidade populacional de 3 hab/km² (segundo o censo nacional de 2000). O condado foi fundado em 1895.